# Abuse

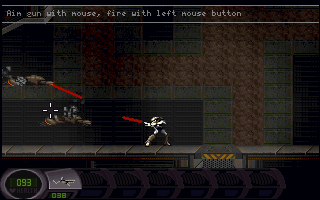
Der Spieler wird instruiert fliegende Feinde anzuvisieren.

Abuse ist ein Run-and-gun-Computerspiel, das von Crack dot Com entwickelt und von Electronic Arts veröffentlicht wurde. Es erschien 1996 ursprünglich für MS-DOS. 1997 folgte eine Portierung auf Mac OS, die von Bungie veröffentlicht wurde.

## Handlung
Der Spieler findet sich eingesperrt in einem unterirdischen Hochsicherheitstrakt wieder. Dort werden unethische Experimente durchgeführt. Die mutagene Substanz namens Abuse führt zu furchtbaren Transformationen und grotesken Nebenwirkungen bei den Versuchspersonen. Nur der Protagonist Nick Vrenna ist immun. Bei einem Gefängnisaufstand werden alle Insassen und Wärter infiziert. Es liegt in der Hand des Spielers zu verhindern, dass Abuse in den Wasserkreislauf übergeht und die Anlage verlässt.

## Entwicklung
Im Laufe der Entwicklung wurde die Handlung von Grund auf geändert. Zunächst war geplant, dass der Spieler eine Kommandoeinheit darstellt, die eine außerirdische Basis infiltrieren muss. Die sehr generische Handlung wurde umgeschrieben, musste jedoch weiterhin erklären, warum sich der Spieler weiter nach unten begibt, anstatt an die Oberfläche zu flüchten. Ursprünglich war es die Aufgabe des Spielers das Kühlsystem der Anlage zu sabotieren.
Das Spiel erschien als Shareware und Vollpreistitel mit Fokus auf dem Einzelspielermodus. Enthalten waren zusätzliche Level eigens für den Mehrspielermodus und ein Level-Editor. Das Spiel verfügte über den VGA-Grafikmodus. Nur der Karteneditor erlaubte höhere Auflösungen im SVGA-Modus. Das Spielfeld scrollt multidirektional.
Der Quelltext, alle Grafiken und die ersten 4 (Shareware) Level wurde von den Entwicklern in das Gemeineigentum übergeben. Zu dem Zeitpunkt war das Spiel noch im Einzelhandel erhältlich. Da die Markenrechte noch bei den Entwicklern lagen, erhielt der erste Port den Namen fRaBs (Free Abuse). Neben neuen Levels wurde auch TCP/IP-Unterstützung für den Mehrspielermodus integriert. 2001 erfolgte ein Source Port mithilfe der Simple-DirectMedia-Layer (SDL)-Bibliotheken, welche es ermöglichte, Abuse in Vollbild und in Farbtiefen von mehr als 8-Bit zu spielen. 2004 erfolgte eine Portierung auf Microsoft Windows. 2011 erfolgte ein Update auf Version 2 der SDL-Bibliotheken in Form einer erneuten Abspaltung. 2016 wurde die Rendering Engine auf die OpenGL-Schnittstelle umgestellt und Unterstützung für den Xbox-Controller, Quicksave und Cheats wurde hinzugefügt.

## Rezeption
PC Player bemerkte, dass die Hintergrundgrafik wenig Abwechslung bot und stark in grauen und braunen Tönen gehalten war, hob jedoch hervor, dass die Lichteffekte mit dem schlichten Hintergrund umso effektvoller wirkten. Das Leveldesign wurde lobend hervorgehoben und sorgt für den ein oder anderen Schreckmoment. Die Steuerung mit Maus und Tastatur war für damalige Verhältnisse neuartig, ließ sich jedoch auch nicht anders konfigurieren. Die geringe Vielfalt an Gegnern und die Wiederverwendung existierender Sprites war für PowerPlay störend. Die für 2D-Titel ungewöhnlichen Lichteffekte, das durchdachte Leveldesign und die einfache, aber effektive Steuerung mit Maus und Tastatur überzeugten jedoch. Der Schwierigkeitsgrad sei gut durchdacht. Das Spiel wurde mit Turrican verglichen.
Das Spiel verkaufte sich 50.000 Mal.